# Empresa estatal d'aviació "Ucraïna"
L'Empresa d'Aviació Estatal "Ucraïna" és una companyia aèria ucraïnesa fundada el 1996 per atendre els esdeveniments diplomàtics internacionals responsables de la màxima direcció estatal d'Ucraïna.
Subordinat a l'Administració d'Afers de l'Estat.
Funciona sobre la base de la infraestructura de l'aeroport internacional de Boryspil.

## Principals tipus d'activitats
- organització, subministrament i execució del transport aeri per vols especials d'alts funcionaris i delegacions oficials d'Ucraïna i altres estats dins d'Ucraïna i fora de les seves fronteres;
- garantir un nivell estandarditzat de seguretat de vol, aviació i seguretat contra incendis, protecció de les aeronaus i els passatgers d'acord amb els requisits dels documents reglamentaris, en cooperació amb les divisions pertinents dels ministeris, institucions i agències interessats d'Ucraïna;
- transport de passatgers, correu i càrrega per aeronaus de la flota registrada en línies aèries nacionals i internacionals, amb la prestació de serveis comercials de passatgers abans de la sortida i després de l'arribada, així com la prestació de serveis addicionals als passatgers a bord de l'aeronau;
- prestació de la llista declarada de serveis als passatgers i clients abans de la sortida, durant el vol i després del vol;
- implementació d'un complex de treballs sobre la introducció en funcionament de nous tipus d'aeronaus, equips especials, equips, tecnologies, etc.;
- organització dels àpats a bord;
- realitzar, si escau, suport d'enginyeria per a l'operació de tot tipus d'aeronaus de la flota assignada i aeronaus d'empreses, institucions i organitzacions de tercers;
- atenció mèdica dels empleats de l'empresa, inclòs realitzar la certificació mèdica de la tripulació de vol i d'elevació de vol;
- realització d'un complex de treballs sobre suport material i tècnic de l'activitat productiva de l'empresa;
- explotació d'edificis propis i llogats, estructures i xarxes d'enginyeria rellevants.

DAP "Ucraïna" no realitza transport aeri regular, sinó exclusivament vols xàrter.

## Lideratge
Actualment, l'empresa està dirigida per Mazurenko Anatoly Prokopovyx.

## Flota
Flota de l'empresa aèria d'Ucraïna per a l'agost de 2016:
| Tipus               | En acció | Reservat | passatgers | Notes |
| ------------------- | -------- | -------- | ---------- | ----- |
| Airbus A319-100 CJ  | 1        | —        |            |       |
| Antonov An-74TK-300 | 1        | —        |            |       |
| Antonov An-148-100  | 1        | —        |            |       |
| En general          | 3        |          |            |       |

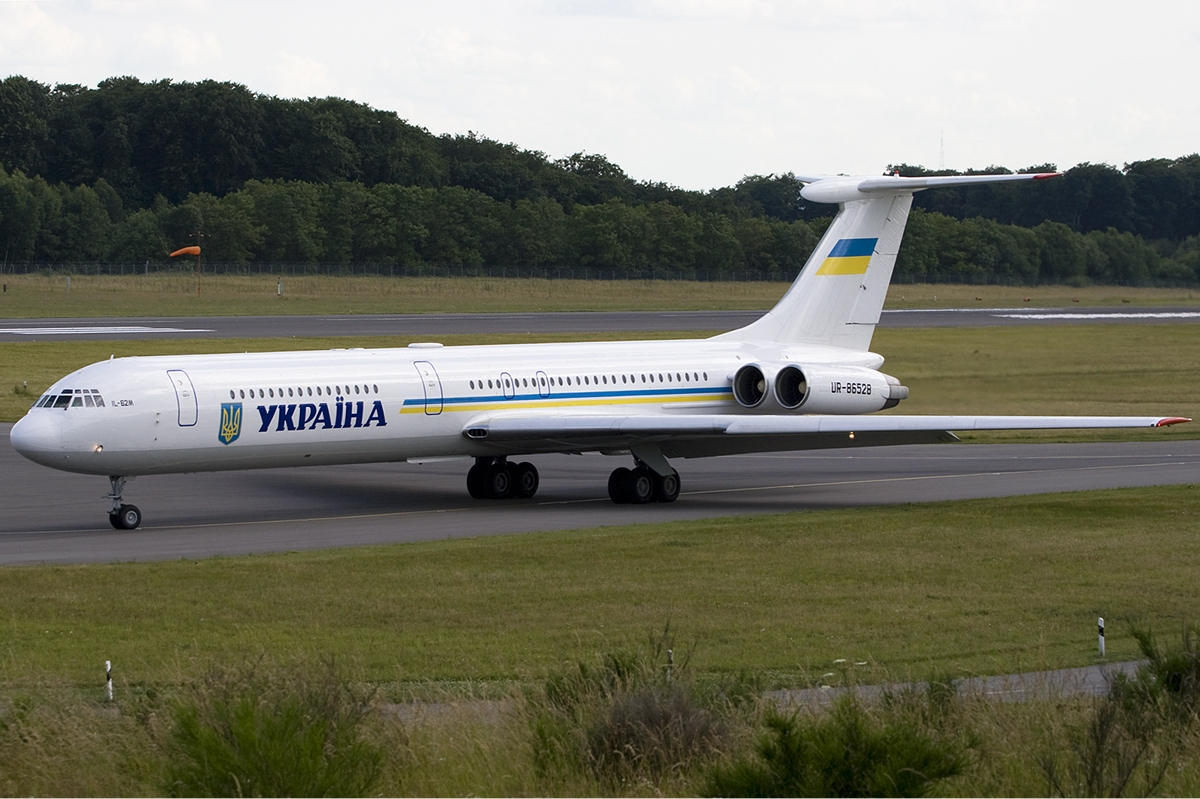
Il-62M

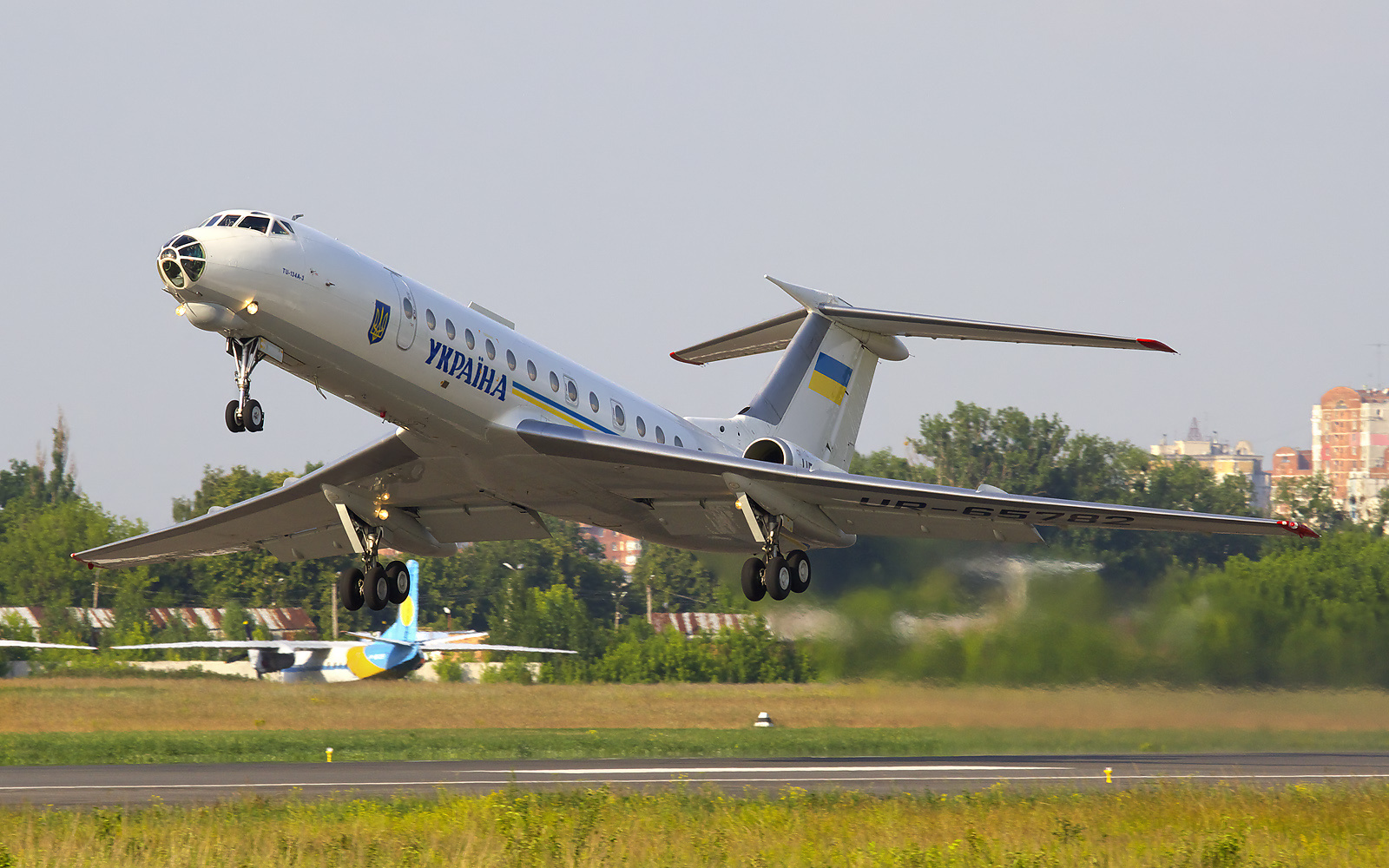
Tu-134

També disposa d'un helicòpter Mi-8 per oferir vols locals.

## Enllaç
- Політ літака президента Іл-62 Arxivat 11 April 2016[Date mismatch] a Wayback Machine.
- Літак Януковича не зміг завести двигуни Arxivat 14 March 2011[Date mismatch] a Wayback Machine.
- Чартер для Андрія Клюєва – коштом державного бюджету Arxivat 25 June 2010[Date mismatch] a Wayback Machine.
- «ДП «Антонов» модернізує президентський літак Ан-74ТК-300Д». http://uprom.info/.  Національний промисловий портал, 05-08-2018. Arxivat de l'original el 6 серпня 2018. [Consulta: 6 серпня 2018].